# Абрамов, Геннадий Михайлович (хореограф)
Генна́дий Миха́йлович Абра́мов (23 февраля 1939, Кинешма, Ивановская область, РСФСР, СССР — 17 июля 2015, Москва, Россия) — советский и российский артист балета, хореограф и педагог. Один из основателей театра «Школа драматического искусства» в Москве, организатор на его базе экспериментального «Класса экспрессивной пластики» (1990, с 1999 года — самостоятельный театр).

## Биография
Геннадий Абрамов родился 23 февраля 1939 года в городе Кинешме Ивановской области.
В 1956—1957 годах учился в Ярославском государственном медицинском институте.
С 1957 по 1960 годы учился в Белорусском хореографическом училище по специальности «народно-сценический танец».
С 1960 по 1972 годы был солистом балета в театрах Куйбышева, Самарканда, Челябинска.
В 1965 году был партнёром балерины оперного театра «Ла Скала» в Милане Лилиан Кози.
В 1972—1976 годах учился на балетмейстерском отделении ГИТИСа (курс Александра Лапаури).
В 1976 году начал заниматься постановкой танцев, тогда же началось его сотрудничество с режиссёром Анатолием Васильевым. Осуществил хореографию в более чем 100 музыкальных и драматических спектаклях (««Взрослая дочь молодого человека»», «Серсо», «Шесть персонажей в поисках автора», режиссёр Анатолий Васильев), а также в фильмах «Завтрак на траве» (1979), «Родня» (1981), «Любовь и голуби» (1984) и других.
По либретто Абрамова написан балет Михаила Коллонтая «День рождения Инфанты» (1979).
Читал курс лекций  «Работа с балетмейстером» на режиссёрском отделении: Высших курсов сценаристов и режиссёров
В 1983 году поставил балет «13 вариаций Пиковой дамы» (музыка В. Рябова, исполнители — М. Лиепа и Ю. Володина). В 1987 году вместе с актёрами спектакля «Серсо» присутствовал на аудиенции у Папы Римского Иоанна Павла II.
В 1987 году участвовал в мастер-классах Питера Брука и Петера Штайна. В том же году стал одним из основателей театра «Школа драматического искусства», с 1990 года вёл там курс пластической импровизации «Класс экспрессивной пластики» (с 1999 года — самостоятельный театр под руководством Абрамова). Первый же спектакль курса стал лауреатом премии «Золотая маска» в номинации «Лучший спектакль современного танца»
В 1994 году совместно с Иосифом Райхельгаузом открыл во ВГИКе курс «выразительность актёра».
В 1997 году вёл лекции по теории жеста в Гейдельбергском университете и сотрудничал с берлинской «Танцфабрик».
С 1 июля 2002 года по 2007 год — художественный руководитель и профессор кафедры танцевальных дисциплин факультета современного танца Гуманитарного университета (г. Екатеринбург).

## Спектакли
- 1983 — «13 вариаций Пиковой дамы» на музыку В. Рябова, исполнители М. Лиепа и Ю. Володина
- 1990 — «Иисус Христос — суперзвезда», Санкт-Петербургский театр «Рок-опера»

## Литературная деятельность
- «К чему способно тело» (1991)
- «Голос — мифология звука» (1997)
- «Архаический язык тела» (1999)
- «Движение — философия жизни» (на немецком языке, 1999)
- «Современный танец требует постоянного обновления» (2001)